# 大高地区 (倉敷市)
大高地区（おおたかちく）は、岡山県倉敷市倉敷地域にある地区である。
広義では、かつての都窪郡大高村（おおたかそん）の大部分に相当する。
狭義では、広義の大高を3つに分けた中の西部にあたり、その前身の同郡大市村（おおいちそん）におおむね相当する（葦高村の一部も含む）。近年、人口増加に対応し、新たに同地南部を学区とする倉敷南小学校を新設した。つまり狭義の大高は、現在の大高小学校区および倉敷南小学校区におおむね相当する。
現在は大高といえば、狭義の大高を指す場合が多いが、広義の大高は、市の農業委員会の地区分けなどで使用されている。また倉敷市の町名別人口統計では、葦高と狭義の大高とをまとめて大高としている（中義の大高）。

## 概要
倉敷市中心市街地の南西から南部かけての郊外に位置する。全域が平地である。
広義の大高は、大高・葦高・老松の3地区に小学校区（大高のみ旧学区）を基準に分かれる。
老松は市街地すぐ西方に位置し、市街地に接するあたりは、市街地から連続した都市を形成。老松のそれ以外の地区や大高・葦高は、郊外に広がる地域である。元々は農村地帯で、近郊農業がさかんであり、米・イグサ・野菜・果実などの生産で知られていた。しかし、その後モータリゼーションの発達と共に大型の幹線道路が地域内を幾つも通過し、なおかつ倉敷市役所が当地内に新設されるなどし、農地は激減するとともに、ロードサイド店舗や新興住宅地が急増した。
1968年（昭和43年）には人口増加に対応し笹沖に葦高小学校が新設され、同学区となる南東地区が葦高として別地域と区域されるようになる。同様に昭和53年には水島北部の連島に旭丘小学校が新設され、福井の一部が同学区へ編入した。
現在は完全に典型的郊外型市街地に変貌している。道路交通においても、経済面においても中枢的な地域となった。
平成に入り宅地開発が一層進み、そのためさらなる人口増加に対して2008年（平成20年）に大高南部を学区とする倉敷南小学校が新設されている。なお前述の通り、狭義の大高と葦高を合わせたものを中義の大高とし、老松は別地区とする場合がある。
以降は、狭義の大高の地域について記述する。
老松・葦高については、「老松」「葦高」をそれぞれ参照。

## 地域

### 西中新田
倉敷市街南方、国道2号バイパス北方にある郊外地区である。古くは阿知の海と呼ばれる海域であったが、近世はじめ頃にはかつての東高梁川の堆積作用により干潮時に干潟が広がるようになった。元和年間に備前岡山藩主池田氏が干拓し、西部を窪屋郡西中新田村（にしなかしんでんそん）、東部を東中新田村（ひがしなかしんでんそん）とした。寛文12年に鴨方藩（岡山新田藩）が成立すると、両村ともその所領となる。その後、貞享2年に両村を併せ白楽市新田村（ばくろいちしんでんそん）となる。石高は816石5斗5升であった。
明治13年に白楽市新田村・田ノ上村飛び地・白楽市村飛び地を併せて西中新田村と称する。同22年6月1日、白楽市村など周辺村と合併し葦高村（あしたかそん）となり、同村の大字西中新田となる。同34年4月1日、葦高、大市の2村が合併し大高村（おおたかそん）となり当地に役場が置かれ、同村の中心地域となる。昭和2年4月1日には倉敷町へ編入合併、翌年4月1日に市制施行し旧倉敷市を経て、昭和42年2月1日に現倉敷市を新設し現在に至っている。なお、現在も東部に小字として東中の地名が残っている。
新・倉敷市成立後、しばらくは郊外型農業が盛んな農村地帯で、米・イグサ・野菜などが生産されていた。しかし、東部を南北に市道古城池線、西部を南北に岡山県道274号福田老松線、また地区外ではあるが南側近くを東西に国道2号バイパス、北側近くの白楽町にも大型市道が東西に建設され、四方を大型幹線道路に囲まれるようになった。さらにその幹線道路沿いに商店・企業が多く立地している。特に東部の古城池線付近は卸売市場や倉敷市役所などがあり、幹線道路から離れた地区中部などでは新興住宅が広がり、急速に市街化した。現在では隣接の白楽町や笹沖などとともに、倉敷市内随一の郊外型市街地を形成する。

### 四十瀬
倉敷市中心市街地の西方、大高地域内の北西にある南北に長い郊外の地区で、明治初期まで窪屋郡四十瀬村（しじゅうせそん）と称した。元は16世紀後半の天正年間に干拓された新田で、現在は廃川となっている東高梁川の旧東岸地域である。
かつては海域で、中世後期までは旧東高梁川の河口沖であった。その頃になると、高梁川の堆積作用により干潮時に干潟が広がるようになり、川瀬が幾つも生まれた。これが四十瀬の地名の由来とされる。天正年間に岡山城主の宇喜多秀家が干拓し新田開発、窪屋郡四十瀬村と名乗るようになった。その後、元和年間に新たに前新田、寛永6年に外新田を開墾し、両新田を併せて四十瀬新田村（しじゅうせしんでんそん）とした。四十瀬新田村は現在の西富井・東富井にあたる（後述）。
江戸時代、四十瀬村は備前岡山藩の所領となり、そのまま幕末に至った。石高は335石8斗。
付近一帯は排水良好な砂質土壌で、近郊野菜・果実（特にスイカなど）の産地であったが、旧国道2号や岡山県道396号酒津中島線の建設により市街化が著しく進行し、農地の減少が進んだ。旧東高梁川廃川地の一部は倉敷市運動公園として整備されている。地区内北部を東西にJR山陽本線と水島臨海鉄道、さらに旧国道2号が通過し、また水島臨海鉄道球場前駅がある。

### 沖
倉敷中心市街地西方、大高地域内の北東、前述の四十瀬の東隣に位置する郊外地区である。明治初期までは窪屋郡沖村（おきそん）を名乗った。
古くは海域で、阿知の海と呼ばれていた。その当時の東高梁川河口沖合にあたる。前述の四十瀬ができたことにより生まれた東高梁川の分流であった沖川を、元和5年に備中松山藩主の池田氏が干拓して新田を開発し、窪屋郡沖村とした。沖川を開墾したために、そのまま沖が名前になったと言われる。池田氏除封の後、寛永19年に江戸幕府領に収め、倉敷支配所に属した。のちに新たな開墾地が拡大（沖新田）し、幕末には併せて559石7斗の石高となった。
近代においては大高地域内の他地区同様、長らくは農村地帯であったが、その後北部を東西に旧国道2号、東部を南北に大型市道が整備され、道路沿いにはロードサイド型商店が林立。周辺は宅地化が急速に進行し農地が激減、完全に郊外型の市街に変貌した。そのため、中部に新たに沖新町（おきしんまち）の大字が新設され、沖は沖新町を挟んで南北に割れる形となった。

### 富井
上富井（かみとみい）・東富井（ひがしとみい）・西富井（にしとみい）からなる。倉敷市中心市街地西南郊外にあり、大高地域の西南部を占める。明治初期までは窪屋郡富井村（とみいそん）と称していた。廃川となった旧東高梁川の東岸地域にあたる。
古くは海域であったが、中世後期に宇喜多秀家の干拓による前述の四十瀬ができたことにより、当時の東高梁川河口付近に自然堤防が生まれた。この周辺を寛永8年に備前岡山藩が新田開発し、窪屋郡埋川新田村とした。寛永9年の国替えを経て寛文12年に鴨方藩が置かれると、その所領となった。その後、埋川村（うめかわそん）に改称し、石高193石9斗8升の記録がある。
一方、前述の四十瀬村の沖を元和年間に干拓して四十瀬前新田村（しじゅうせまえしんでんそん）とし、続いて寛永6年にさらにその沖を開発し、四十瀬外新田村（しじゅうせそとしんでんそん）とした。ともに備前岡山藩の所領であったが、寛文12年に鴨方藩が創立されると鴨方藩領に移り、両村を併せて四十瀬新田村（しじゅうせしんでんそん）となった。幕末の最終石高は、1027石8斗との記録がある。
明治9年に隣接する埋川村と四十瀬新田村が合併し、富井村となった。その後倉敷市となると、旧埋川を上富井、旧四十瀬新田を東西に分け西富井・東富井とし、3つの地域に区分けされ、現在に至っている。
富井のほぼ中央部、西富井・東富井の北部と上富井の南西端を東西に国道2号バイパスが通過しており、東端部を南北に岡山県道274号福田老松線が通過している。また西端部を南北に水島臨海鉄道が通り、西富井駅がある。さらに並行するように、その西方の中島地区を南北を岡山県道188号水島港線が通過している。このように、他の大高地域と同様に大型幹線道路に囲まれていることから農村部は減少し宅地化が進行、道路沿いにはロードサイド店舗が並ぶ郊外型の市街地となっている。

### 福井
倉敷中心市街地の西南方にある郊外にあり、水島地区への入口にある地区。大高地域の南端に位置する。明治初期までは窪屋郡福井村（ふくいそん）と呼ばれた。
かつては海域で阿知の海と呼ばれたが、中世後期からの干拓がで徐々に海が狭まり、児島西北に東西に海峡ができた。その西口にあたる。
江戸時代の寛永6年に、松山藩主・池田氏が堤防を築き、東高梁川の川筋を定め、東堤防外にできた干潟を干拓して新田開発し、窪屋郡福井村とした。池田氏除封の後は備前岡山藩領分となり、寛文12年の鴨方藩立藩に際し、鴨方藩の領分となった。また、延宝年間に福井から浦田（葦高地区）の黒山まで堤防を築いて潮通しの川を締切り、児島と本土が地続きになった。現在の吉岡川はその残欠である。福井村の石高は380石3斗2升との記録が残っている。
現代においては、地区東部を南北に岡山県道274号福田老松線、中央部を南北に同旧道、西部を南北に水島臨海鉄道が走り、福井駅がある。また、同鉄道の西側の西阿知町新田を南北に岡山県道186号中庄停車場線が通る。そのため、他の大高地域と同様に宅地化・市街化が著しい。

## 人口・世帯数
令和元年６月末現在。
| 町字     | 世帯数 | 男性人口 | 女性人口 | 総人口 | 備考 |
| 沖       | 626    | 727      | 776      | 1503   |      |
| 沖新町   | 598    | 686      | 735      | 1421   |      |
| 西中新田 | 1817   | 2099     | 2257     | 4356   |      |
| 福井     | 1174   | 1356     | 1401     | 2757   |      |
| 東富井   | 1226   | 1491     | 1387     | 2878   |      |
| 西富井   | 1603   | 1851     | 1898     | 2749   |      |
| 上富井   | 1802   | 2128     | 2185     | 4313   |      |
| 四十瀬   | 1444   | 1872     | 1917     | 3789   |      |
| -------- | ------ | -------- | -------- | ------ | ---- |
| 合計     | 10290  | 12210    | 12556    | 24776  |      |

## 郵便番号
- 西中新田 - 710-0833
- 四十瀬 - 710-0835
- 沖 - 710-0836
- 沖新町 - 710-0837
- 上富井 - 710-0846
- 東富井 - 710-0847
- 西富井 - 710-0845
- 福井 - 710-0844

## 学区
以下、狭義の大高の地域について記述する。老松・葦高については、老松・葦高をそれぞれ参照。
小学校区
沖・沖新町・西中新田・上富井・四十瀬（山陽本線から北側を除く）が倉敷市立大高小学校区となる。東富井・西富井・福井（一部を除く）は倉敷市立倉敷南小学校区となる。また、四十瀬の山陽本線以北は倉敷市立中洲小学校区、福井の一部は水島北端にある倉敷市立旭丘小学校区となる。
中学校区
倉敷市立南中学校区となる。四十瀬の山陽本線以北の地区は、倉敷市立西中学校区となる。

## 沿革
- 明治6年 - 窪屋郡沖村に要知小学、四十瀬村に明新小学、福井村に惜陰小学と行輿小学、白楽市村に進徳小学が開校。
- 明治13年 - 要知小学と明新小学が合併し沖小学校を開校。また惜陰小学を富井小学校、行輿小学を笹沖小学校に、進徳小学を日吉小学校に改称。
- 明治20年 - 沖小学校・富井小学校・笹沖小学校・日吉小学校を併せて共進小学校とする。
- 明治22年6月1日 - 窪屋郡安江村・四十瀬村・沖村・富井村・福井村が合併し、同郡大市村（おおいちそん）を新設。
- 明治24年7月 - 山陽鉄道が開通する。
- 明治33年4月 - 郡の統合により都窪郡となる。
- 明治34年4月1日 - 葦高村・大市村が合併し、大高村を新設。
- 明治34年12月 - 共進小学校を大高尋常小学校と改称
- 明治40年4月 - 大高尋常小学校に高等科が置かれ、大高尋常高等小学校に改称。
- 昭和2年4月1日 - 大高村が都窪郡倉敷町に編入合併となる。
- 昭和3年4月1日 - 倉敷町が市制施行し、倉敷市（旧）となる。
- 昭和4年 - 国道2号（旧）が開通する。
- 昭和6年4月 - 大高尋常高等小学校の高等科が統合され、大高尋常小学校に改称。
- 昭和16年4月 - 大高尋常小学校が大高国民学校に改称。
- 昭和22年4月 - 大高国民学校が大高小学校に改称。
- 昭和42年2月1日 - 新しい倉敷市を新設。
- 昭和43年6月 - 葦高小学校が新設され、同学区を葦高地域として分離。
- 昭和53年4月 - 水島北部に旭丘小学校が新設され、福井の一部が旭丘学区となる。
- 昭和58年 - 国道2号岡山バイパスの大高高架橋が竣工、暫定2車線で使用開始。
- 平成20年4月1日 - 倉敷南小学校が開校。
- 平成22年3月16日 - 国道2号岡山バイパス新田中島間の4車線化が竣工。

## 地勢
河川
- 吉岡川

## 主要施設
行政施設
- 倉敷市役所 - 西中新田
- 農政局 - 西中新田

教育施設
- 倉敷市立大高小学校 - 沖
- 倉敷市立大高幼稚園 - 沖
- 倉敷市立倉敷南小学校 - 東富井
- 倉敷市立南中学校 - 西富井
- 岡山県立倉敷中央高等学校 - 西富井

文化施設
- 倉敷歴史民俗資料館 - 西中新田
- 倉敷市営倉敷運動公園 - 四十瀬

企業
- 青果総合卸売市場 - 西中新田

娯楽施設
- アミパラ - 西中新田
- リンクスランド - 上富井

神社仏閣
- 善福寺 - 真言宗、四十瀬
- 円福寺 - 真言宗、沖

## 交通
道路
- 国道2号岡山バイパス
- 国道429号（旧国道2号）
- 岡山県道274号福田老松線（大高街道）
- 倉敷市道古城池線

鉄道
- 西日本旅客鉄道山陽本線 - 駅は無し
- 水島臨海鉄道
  - 球場前駅
  - 西富井駅
  - 福井駅